# زفیرهیلز جنوبی (فلوریدا)
زفیرهیلز جنوبی (به انگلیسی: Zephyrhills South) یک منطقهٔ مسکونی در ایالات متحده آمریکا است که در شهرستان پاسکو، فلوریدا قرار دارد. زفیرهیلز جنوبی ۵٫۰۵ کیلومتر مربع مساحت و ۵٬۲۷۶ نفر جمعیت دارد.